# Het verloren paspoort
Het verloren paspoort is een Nederlands jeugdboek uit 1982 geschreven door schrijfster Els Pelgrom en vormgegeven door Max Velthuijs. Het boek haakte in op het thema van de kinderboekenweek van dat jaar en was qua format zo gelijk aan Nederlands paspoort dat het ministerie van Justitie na een incident de hele voorraad in beslag nam. Het boek is daardoor tegenwoordig uitzonderlijk lastig in handen te krijgen. 

## Context
In 1982 werd het boek uitgegeven door uitgeverij Kosmos, dat het als jubileumuitgave wilde gebruiken om het 10-jarig bestaan van haar jeugdtak te vieren. Els Pelgrom, een opkomende schrijfster die op dat moment nog niet Kleine Sofie en Lange Wapper (uit 1984), haar bekendste boek, had geschreven, werd gevraagd om het boekje te schrijven. Max Velthuijs, schrijver en illustrator en vooral bekend van Kikker, dat hij pas een zevental jaren later op de markt zou brengen, zou de opmaak doen. Het thema sloot aan op de kinderboekenweek van 1982, dat reizen was. Het boekje zou 2,50 gulden gaan kosten.

## Het verhaal
Het boek gaat over Rossella Marcini een meisje van 11 met een Italiaanse vader dat een paspoort nodig heeft om naar haar vader te reizen. Ze vangt haar reis aan, reist naar Duitsland en Zwitserland en verliest haar paspoort, dat door Umberto, een jongen van ruwweg dezelfde leeftijd wordt gevonden. Hij vervalst het paspoort en reist mee met Rossella. Het boek volgt hun reis dat hen over de hele wereld voert en uiteindelijk terugbrengt naar Nederland.

## Opmaak
De opmaak van het boek is integraal aan het verhaal. Het boek ziet er van buiten uit als een Nederlands paspoort, hoewel de naam van de uitgeverij wel op de voorkant stond, om het boek te onderscheiden van een echt paspoort. In het boek kan de eigenaar eigen informatie toevoegen en een foto plakken. Het boek bevat gedurende het verhaal verschillende afbeeldingen die je in een normaal paspoort zou verwachten. Zo staan er in het boek op het moment dat Rossella naar Duitsland en Zwitserland is gereisd stempels voor de betreffende landen. Tot het Schengenverdrag uit 1985 zouden Nederlanders in hun paspoort deze stempels ontvangen wanneer ze naar andere Europese landen afreisden.
Het boekje was te onderscheiden van een echt paspoort, onder meer doordat er een aantal herkenningspunten op stonden die op elk Nederlands boek staan zoals een ISBN. Ook stond aan de binnenzijde geen Koninkrijk der Nederlanden zoals in een echt Nederlands paspoort, maar Koninkrijk der Kosmopolieten, een verwijzing naar de naam van de uitgeverij. Waar normaal zou staan dat het ministerie van Binnenlandse Zaken het had uitgegeven, stond nu het Ministerie van Vermakelijke Zaken. Toch schreef de Volkskrant al snel: "de uitgeverij heeft een perfect gelijkend paspoort laten drukken. Zo 'echt' dat men er met gemak een slaperige douanier mee kan beduvelen". Het Kinderboekenmuseum interpreteerde die zin in de krant echter als een vorm van ironie.

## Incident
Kort na de uitgave van het boek probeerden twee jongens met het paspoort-boekje geld op te nemen bij een postkantoor. Ze werden hier snel op betrapt, maar er ontstond discussie over het boek, dat toch te veel op een paspoort zou lijken, ondanks de genoemde, kleine verschillen in opmaak. Peter Bakker, directeur van uitgeverij De Kosmos leek in eerste instantie te denken dat de verschillen groot genoeg waren. Hij zei desgevraagd: "Het lijkt me uitgesloten dat je met dit paspoort als legitimatie bij een bank geld krijgt. Ik zou als bankdirecteur de employé onmiddellijk ontslaan."
Het mocht niet baten, Justitie verbood de verspreiding van het boek en politie namen de overgebleven boeken in. De geruchten van deze actie verspreidden zich echter voor de politie alle exemplaren in kon nemen en kinderboekenschrijfster Tonke Dragt kocht een twintigtal van de boekjes, omdat ze het zonde vond dat de boekjes het daglicht niet meer zouden zien.

## Latere gevolgen
Dragt kocht de boeken tijdens een signeersessie ten tijde van de Kinderboekenweek. Ze verveelde zich aangezien ze niet veel aanloop had tijdens de sessie en haalde in de boekjes handtekeningen op van haar collega's, onder wie Pelgrom zelf, Paul Biegel, Rindert Kromhout en Max Velthuijs. Ook tekende ze zelfbedachte visa voor niet bestaande landen in de boekjes en schreef in minstens een van de boekjes: "Dit is een van de paspoorten die NIET in beslag is genomen door de Nederlandse Regering in Nov. 1982; U bent strafbaar". Ze zou de boekjes later aan haar collega's geven en werd door hen geroemd als ambassadeur van het Koninkrijk van Kosmopolieten, dat Pelgrom als keizerin had. Het boek is daarmee een uitstekend voorbeeld van Els Pelgroms oeuvre, dat erom bekend staat dat het speelt met de werkelijkheid en fantasie en de verhouding tussen die twee.
Kromhout en Dragt zouden ook een serieuzere actie op touw zetten; ze schreven een brief naar de Volkskrant waarin ze uiteen zetten waarom de hele affaire lachwekkend was. In de brief stond ook dat ze Pelgrom een nieuwe jaarlijkse kinderboekenprijs toekenden, De Gouden Gniffel (een verwijzing naar de Gouden Griffel) die bestond uit "een vertederende glimlach, Elg Pelgrom hoogstpersoonlijk toegezonden door de gezamenlijke juryleden". Dragt zou in 1992, geïnspireerd door de hele affaire, Aan de andere kant van de deur schrijven, waarin een bedachte ambassade, identiteit en realiteit en fantasie een grote rol spelen. In 2021 zou ze met Wie achter deze deur verdwaalt, geschreven samen met Rindert Kromhout, de affaire nogmaals als inspiratiebron gebruiken.